# Mozăcenii-Vale
Mozăcenii-Vale – wieś w Rumunii, w okręgu Ardżesz, w gminie Bârla. W 2011 roku liczyła 992 mieszkańców.